# Dual core
Dual Core és una tecnologia emprada en computació que consisteix a desenvolupar microprocessadors amb dues unitats de procés completes, a diferència del HyperThreading. Això permet dur a terme una multitasca real i millora el rendiment global de l'ordinador. En alguns productes de gamma alta, es combinen ambdues tecnologies (HyperThreading i Dual core) per aconseguir un rendiment màxim de multitasca.
Actualment, tant Intel com AMD es troben en plena expansió dels seus processadors per a servidors Itanium i Opteron, respectivament, i s'anuncia l'aparició dels primers microprocessadors multi-core, que extrapolen aquesta tecnologia per més de dos nuclis.
No s'ha de confondre, però, els microprocessadors dual core amb sistemes multiprocessador. Aquests són ordinadors on els microprocessadors són gairebé idèntics als PCs convencionals, però que la placa base sobre on es connecten disposa d'uns controladors més avançats que permeten arribar a resultats similars pel que fa a la multitasca real. D'ordinadors multiprocessador n'hi ha des de 2 fins a 16 microprocessadors, i actualment incorporen també la possibilitat de combinar-los amb microprocessadors dual core, de forma que dupliquen el nombre total de processadors per placa.
Una altra opció per aconseguir la multitasca real és situar els diferents nuclis en plaques base diferents i, per tant, en ordinadors diferents connectats entre ells. Aquests sistemes són els anomenats clusters o supercomputadors (quan compten amb un nombre prou gran de nodes o ordinadors connectats).

## Competència
L'any 2005 AMD va desafiar a Intel a encarar els seus processadors dual-core de gamma més alta en proves de rendiment (benchmarking) i en va sortir guanyadora amb la seva gamma d'Opteron davant dels Xeon més avançats.